# Fallon Henley
Theresa Schuessler (* 25. September 1994 in Tampa, Florida) ist eine US-amerikanische Wrestlerin. Sie steht derzeit bei der WWE unter Vertrag, wo sie unter dem Ringnamen Fallon Henley bei der Brand NXT auftritt und Mitglied des Stables Fatal Influence ist. Ihr bisher größter sportlicher Erfolg ist der Erhalt der NXT Women’s North American Championship sowie der Erhalt der NXT Women’s Tag Team Championship.

## Karriere

### Erste Anfänge (2017–2021)
Ihr In-Ring-Debüt gab sie am 24. Juni 2017 unter dem Namen Tesha Price. Am 16. Dezember 2017 gab sie ihr Shine-Wrestling-Debüt bei Shine 47 und trat in einem Battle Royal an, um die Anwärterin Nr. 1 für die Shine Championship zu ermitteln, die Rain gewann. Später am Abend trat sie auch in einem 4-Way-Match gegen Dynamite DiDi, Kikyo und Robyn Reid an, das von DiDi gewonnen wurde. Sie trat in der NXT-Folge vom 25. Juli 2018 unter dem Namen Tenilla Price auf und verlor ein Squash-Match gegen Lacey Evans, bei dem Evans nach dem Match Price ihr gebrauchtes Taschentuch ins Gesicht legte. Am 8. August 2018, jetzt wieder unter dem Namen Tesha Price, verlor sie gegen Britt Baker in einem Dark-Match, das während der zweiten jährlichen Mae Young Classic ausgetragen wurde. Sie gab ihr All-Elite-Wrestling-Debüt in der Folge von Dark vom 6. November 2020 in einem Match gegen Big Swole, das sie verlor. Ihr Dynamite-Debüt gab sie am 9. Dezember, wo sie gegen Abadon verlor.

### World Wrestling Entertainment (seit 2021)

#### Zusammenarbeit und Fehden mit Kiana James (2021–2024)
Im Jahr 2021 kehrte sie während Joe Gacys Einladung für NXT-Wrestler unter dem Namen Fallon Henley zur WWE zurück und trat an diesem Abend gegen Gacy an, bevor sie von Diamond Mine unterbrochen wurde. Den Rest des Jahres 2021 bis Anfang 2022 konkurrierte Henley auf 205 Live und NXT 2.0 mit Niederlagen gegen Größen wie Ivy Nile, Tiffany Stratton und Lash Legend. Im Laufe des Jahres 2022 wurde Henleys Hintergrundgeschichte erklärt, als sie ein Mädchen vom Land war, das in der Bar ihrer Familie arbeitete, um ihr Wrestling-Training zu finanzieren, und eine Freundschaft mit Josh Briggs und Brooks Jensen entwickelte, die ähnliche Arbeiter-/Landarbeitercharaktere hatten. Henley begann mit Kiana James eine Fehde. Als Teil ihres Geschäftsfrau-Gimmicks wollte James die Bar der Henley-Familie kaufen und das Land für Eigentumswohnungen umgestalten. Nach einer Weile entwickelten James und Henley widerwilligen Respekt und bildeten ein Team.
Bei NXT Vengeance Day besiegten Henley und James Katana Chance und Kayden Carter und gewannen die NXT Women’s Tag Team Championship, den ersten Titel in ihrer Wrestling-Karriere. Am 1. April 2023 verloren sie bei NXT Stand & Deliver die Tag-Titel an Alba Fyre und Isla Dawn. Später bei NXT versuchten Henley und James ihre Titel gegen Dawn und Fyre zurückzugewinnen, aber sie waren erfolglos. Nachdem sie herausfand, dass James Brooks Jensen mit einem Mann namens Sebastian betrog, trennte sich Fallon von ihr, doch Jensen entschied sich, bei James zu bleiben. Doch am 25. April bei Spring Breakin' besiegten Henley und Josh Briggs James und Jensen, was dazu führte, dass James Jensen schließlich gestand, dass sie ihn nie wirklich geliebt hatte. Sie trennte sich von ihm, was dazu führte, dass Jensen sich wieder mit Henley und Briggs vereinte. Henley würde sich im Dezember den letzten Platz bei der Iron Survivor Challenge der Frauen sichern, der durch einen Fatal Four-Way der letzten Chance, an dem auch James, Roxanne Perez und Thea Hail teilnahmen, bestimmt wurde und den sie gewann. Allerdings konnte sie das Match bei NXT Deadline nicht gewinnen.

#### Fatal Influence (2024–heute)
Bei New Year's Evil am 2. Januar 2024 machte Henleys Sieg über Stratton Letztere zum „Ranch Hand for a Day“. Bei NXT Stand & Deliver am 6. April tat sich Henley mit Kelani Jordan und Thea Hail von der Chase University zusammen um Jacy Jayne, Kiana James und Izzi Dame in einem Six-Women-Tag-Team-Match zu besiegen. In der zweiten Nacht von Spring Breakin' turnte Henley zum ersten Mal Heel in ihrer Karriere, indem sie Hail nach Hails Sieg über Jayne angriff. Bei NXT Battleground nahm sie an einem Ladder-Match mit sechs Frauen für die neu geschaffene NXT Women’s North American Championship teil, konnte den Titel bei dem Event jedoch nicht gewinnen. In der NXT-Folge vom 9. Juli schloss sich Henley mit Jayne und Jazmyn Nyx zusammen und verbündete sich mit diesen (wobei Nyx von Jayne und Henley eine Ausnahme gewährt wurde, obwohl sie selbst ein Neuling war) und nannten sich schließlich Fatal Influence. Das Trio tat sich zum ersten Mal in Woche 1 von NXT: The Great American Bash am 30. Juli zusammen, wo sie Karmen Petrovic, Lola Vice und Sol Ruca in einem Six-Women-Tag-Team-Match besiegten. Seit September hatte Fatal Influence die NXT Women's North American Championship im Visier, die zu diesem Zeitpunkt von Kelani Jordan getragen wurde. Bei NXT Halloween Havoc am 27. Oktober traf Jordan in einem Gauntlet-Match um die NXT Women's North American Championship auf Fatal Influence. Henley besiegte Jordan und gewann den Titel als dritte Person im Kampf, nachdem Jayne und Nyx eingegriffen hatten, und gewann damit ihren ersten Einzeltitel in ihrer Wrestling-Karriere.

## Titel und Auszeichnungen
- Pro Wrestling Illustrated
  - Ranked No. 240 of the top 250 female singles wrestlers in the PWI Women's 250 in 2023[15]

- World Wrestling Entertainment
  - NXT Women’s North American Championship (1×)[16]
  - NXT Women’s Tag Team Championship (1×) mit Kiana James[17]